# Blandijnberg

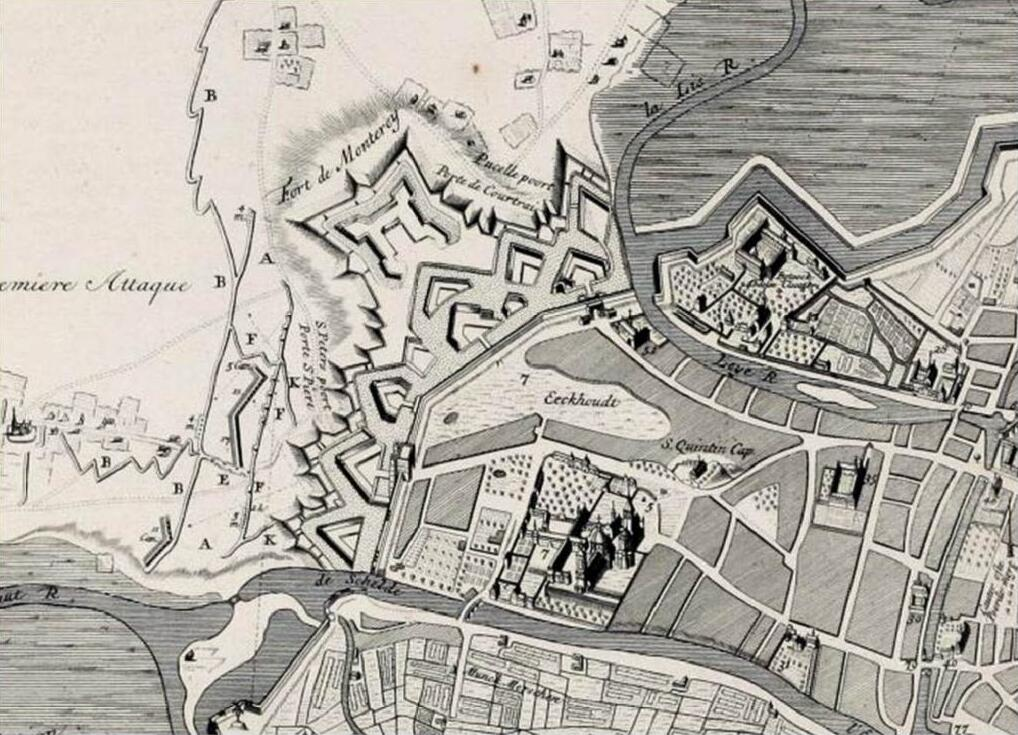
Sint-Pietersdorp op de Blandijnberg. Centraal de Sint-Quintinuskapel, Onze-Lieve-Vrouwekerk en Sint-Pietersabdij.

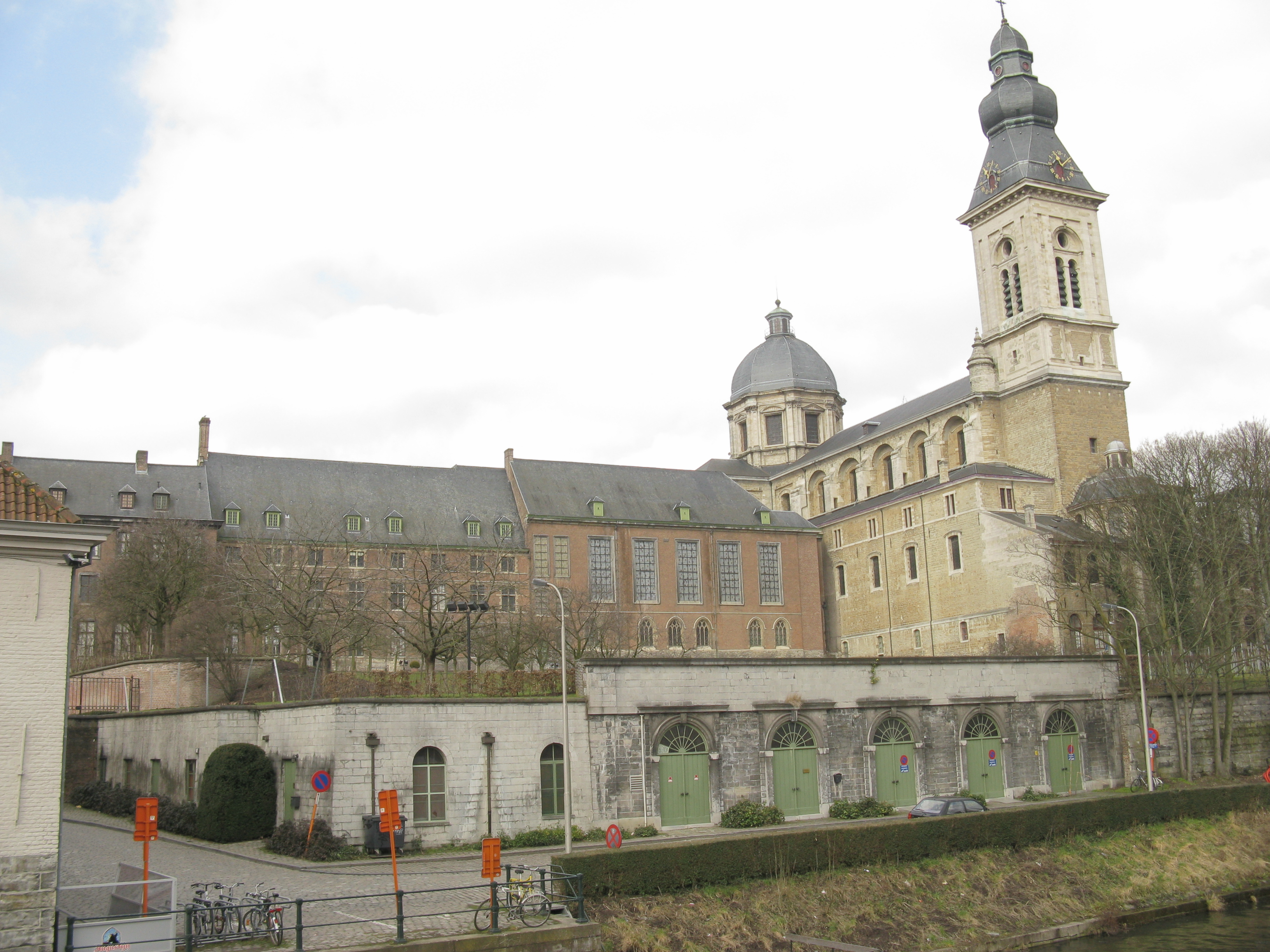
De Sint-Pietersabdij aan de Muinkschelde.

De Blandijnberg is een heuvel in het centrum van de Belgische stad Gent. De getuigenheuvel komt zo'n 29 meter boven zeeniveau en ligt daarmee zo'n 20 meter boven het omliggende land en de rest van de stad.
De hoogte ligt in het zuiden van het stadscentrum, tussen de Leie in het westen en de Schelde in het oosten. Andere plaatsnamen op de hoogte zijn Kattenberg, Sint-Kwintensberg en Plattenberg, tegenwoordig ook allemaal straatnamen. Op de heuvel is de campus Blandijn van de Universiteit Gent gevestigd en is ook een straat Blandijnberg genoemd.

## Geschiedenis
Uit opgravingen blijkt dat de Blandijnberg reeds in de prehistorie bewoning kende. In de derde eeuw zou hier in een Gallo-Romeinse villa iemand met de naam Blandinus gewoond hebben.
In de 7de eeuw werd op de hoogte door Amandus van Gent of een van zijn volgelingen een benedictijnenabdij gesticht, de Sint-Pietersabdij. De abdij groeide uit tot een belangrijke en welvarende abdij. Ook het hele gebied op en rond de Blandijnberg behoorde tot de abdij, het Sint-Pietersdorp. De Ketelvest was in het noorden de grens met de stad Gent. In de 13de eeuw werd de stad vergroot en het noordelijk deel van de Blandijnberg en het Sint-Pietersdorp kwamen binnen de stadsomwallingen te liggen. Een van de stadspoorten, de Heuvelpoort, lag op de flanken van de hoogte. Op de Plattenberg werd de Sint-Quintinuskapel opgetrokken, die tot 1580 werd gebruikt door religieuzen. Waar men de stad Gent op de meeste plaatsen kon verdedigen door de omliggende meersen te laten onderlopen, was dit op de hoogte in zuiden niet het geval. Als verdediging bouwde men hier onder meer het Montereyfort in 1671.
Op het eind van het ancien régime werden de kerkelijke bezittingen afgenomen en het Sint-Pietersdorp kwam onder het gezag van de stad. De Onze-Lieve-Vrouwekerk werd gesloopt. Op de vrijgekomen ruimte zou later het Sint-Pietersplein komen, waarvoor een groot stuk van de Plattenberg werd afgegraven en genivelleerd in de periode 1847-1850. In 1850 werd de naam Blandijnberg ook toegekend aan een nieuw aangelegde straat tussen de Sint-Amandstraat en de Sint-Pietersnieuwstraat. In 1856 werd een nieuwe Sint-Kwintenskapel gebouwd, nadat de vroegere kapel al sinds 1760 verlaten was. In de loop van de 19de eeuw vestigden zich verschillende bedrijven in de buurt. De Blandijnberg was eeuwenlang landelijk gebleven, maar raakte nu helemaal verstedelijkt en ontwikkelde zich nu als arbeiderswijk met talrijke beluiken.
Tegen het eind van de 19de eeuw maakten de beluiken plaats voor verschillende universiteitsgebouwen en de arbeidersbuurt zou uiteindelijk een studentenbuurt worden. In de tweede helft van de jaren 30 werd boven op de Blandijnberg de Boekentoren gebouwd. In 1957 begon men met de bouw van de Blandijn, een gebouwencomplex van de Universiteit Gent waar thans de faculteit Letteren en Wijsbegeerte gehuisvest is.